# It's Like, You Know...
It's Like, You Know... è una serie televisiva statunitense in 25 episodi di cui 19 trasmessi per la prima volta nel corso di 2 stagioni dal 1999 al 2000 e 6 nel 2001 (durante la prima televisiva fu annullata dopo i primi 19 episodi, gli ultimi 6 episodi furono trasmessi dal maggio all'ottobre del 2001).
È una sitcom incentrata sulla vita a Los Angeles vista attraverso gli occhi di un irriducibile newyorchese, Arthur Garment (interpretato da Chris Eigeman).

## Trama
Lo scrittore e giornalista di Manhattan Arthur Garment sembra un pesce fuor d'acqua tra i ricchi oziosi personaggi di Hollywood. Nel pilot il suo personaggio arriva con malcelata ostilità, intento ad osservare, con satira amara, tutte le assurdità e gli eccessi della cultura di Los Angeles. Durante il soggiorno con un vecchio amico del college, Garment si ritrova però sempre più diviso tra il disprezzo per gli atteggiamenti narcisistici della West Coast e l'attrazione verso la rilassata fantasia che costantemente lo circonda.

## Personaggi e interpreti

### Personaggi principali
- Shrug (25 episodi, 1999-2001), interpretato da Evan Handler.
- Jennifer Grey (25 episodi, 1999-2001), interpretata da Jennifer Grey.
- Robbie Graham (24 episodi, 1999-2001), interpretato da Steven Eckholdt.
- Lauren Woods (24 episodi, 1999-2001), interpretata da A.J. Langer.
- Arthur Garment (23 episodi, 1999-2001), interpretato da Chris Eigeman.

### Personaggi secondari
- Ernie (8 episodi, 1999-2001), interpretato da Ernie Grunwald.
- Danna (4 episodi, 1999), interpretata da Suzanne Lanza.
- Donna (4 episodi, 1999-2000), interpretata da Cherie Hankal.
- Barney l'anchorman (3 episodi, 1999-2001), interpretato da John Bennett Perry.
- Presentatrice (3 episodi, 1999-2001), interpretata da Maureen McCammon.
- Herb Colodny (3 episodi, 1999-2001), interpretato da Seth Isler.
- Maria (3 episodi, 1999-2001), interpretata da Debra Azar.
- Kate (2 episodi, 1999-2001), interpretata da Suzanne Cryer.
- Se stesso (2 episodi, 1999), interpretato da Elliott Gould.
- Clark (2 episodi, 1999), interpretato da Joel Brooks.
- Hilo Beckworthy (2 episodi, 1999), interpretato da Grant Heslov.
- Evan (2 episodi, 1999-2001), interpretato da Rick Overton.
- Mr. Lynch (2 episodi, 1999), interpretato da Jack Blessing.
- Impiegato (2 episodi, 1999-2000), interpretato da Richie Keen.
- Phil (2 episodi, 1999), interpretato da Zack Phifer.
- Cameriere (2 episodi, 1999-2000), interpretato da Brent Sexton.
- Figlia (2 episodi, 1999), interpretata da Ellen Gerstein.
- Diedre Swayze (2 episodi, 1999-2000), interpretata da Mimi Rogers.
- Chuck (2 episodi, 1999), interpretato da Gregory Itzin.
- Mrs. Colodny (2 episodi, 1999-2001), interpretata da Shareen Mitchell.
- Bart (2 episodi, 1999), interpretato da Hiram Kasten.
- Padre (2 episodi, 1999-2001), interpretato da T.C. Jackson.
- Madre (2 episodi, 1999-2000), interpretata da Miki Mootsey.
- Connie (2 episodi, 1999), interpretata da Carol Leifer.

## Produzione
La serie, ideata da Peter Mehlman, fu prodotta da 42 Pound Productions, DreamWorks Television e EWH3 Productions e girata a Los Angeles in California. Le musiche furono composte da W.G. Snuffy Walden e Danny Pelfrey.

### Registi
Tra i registi sono accreditati:
- John Fortenberry in 14 episodi (1999-2001)
- John Whitesell in 5 episodi (1999-2001)
- Andy Ackerman in 2 episodi (1999)
- Leonard R. Garner Jr. in 2 episodi (1999)
- Joe Regalbuto

### Sceneggiatori
Tra gli sceneggiatori sono accreditati:
- Peter Mehlman in 25 episodi (1999-2001)
- Jon Hayman in 4 episodi (1999-2001)
- Richard Doctorow in 3 episodi (1999)
- Etan Cohen in 2 episodi (1999)
- Jill Franklyn in 2 episodi (1999)
- Carol Leifer in 2 episodi (1999)

## Distribuzione
La serie fu trasmessa negli Stati Uniti dal 24 marzo 1999 all'ottobre del 2001 sulla rete televisiva ABC.
Alcune delle uscite internazionali sono state:
- in Francia il 26 settembre 2000 (It's Like, You Know...)
- in Germania il 2 aprile 2001 (Irgendwie L.A.)
- nei Paesi Bassi il 4 marzo 2002
- in Finlandia (Enkelten kaupunki)
- in Spagna (Matando el tiempo)

## Episodi
| Stagione         | Episodi | Prima TV USA |
| ---------------- | ------- | ------------ |
| Prima stagione   | 7       | 1999         |
| Seconda stagione | 18      | 1999-2001    |